# Theokritos
Theokritos ze Syrákús (někdy též Theokrit, řec. Θεόκριτος, lat. Theocritus) byl antický řecký básník helénistického období, zakladatel žánru idyly. Žil ve 3. století př. n. l. Přesné údaje o Theokritově životě chybějí. Narodil se krátce před rokem 300 př. n. l.; jeho domovem byly Syrákúsy, žil však také v Alexandrii a na ostrově Kós. Po roce 260 již o něm nemáme žádné zprávy.

## Básnický odkaz

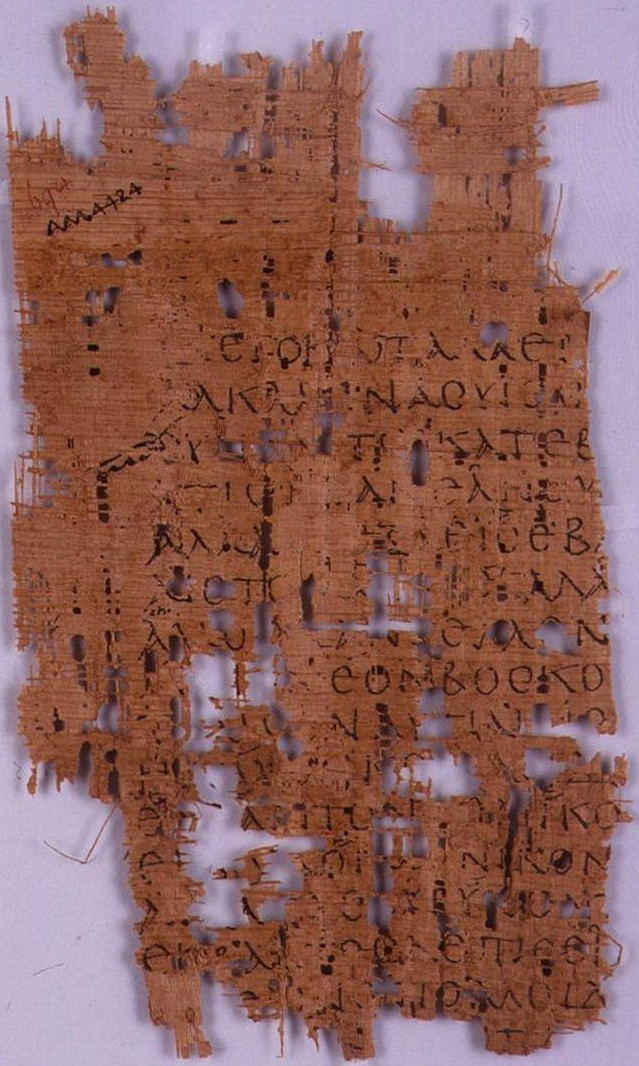
Papyrus s Theokritovou idylou Hylás z 2. století

Od Theokrita se dochovaly 1) bukolické básně, 2) obrázky z městského života, 3) epyllia s mytologickou tematikou, 4) enkomia, oslavné a milostné básně. Theokritos je považován za zakladatele bukolického básnictví (řec. βουκολος = pastýř); jeho nejslavnějším následovníkem je Publius Vergilius Maro. V těchto idylách (z řec. Ειδύλλιον, obrázek) psaných v hexametru podává idealizované výjevy z pastýřského života. Nejčastějšími motivy je závodění ve skládání a zpěvu pastýřských písní, nenaplněná láska mladého pastýře a líčení slunné, malebné krajiny a venkovského klidu.

## Ukázka
Thyrsis: (…)
Začněte, milé Múzy, nuž začněte pastýřskou píseň!

První sem zavítal z pohoří Hermés. "Dafnide", praví,

„kdopak tě tolik souží, můj milý, po kom tak toužíš?“

Začněte, milé Múzy, nuž začněte pastýřskou píseň!

Přišli pastýři skotu a koz, i ovčáci přišli -

všichni se pozeptat, co prý ho rmoutí. Priápos přišel

se slovy: "Dafnide, proč by ses trápil? Vždyť ona dívka

po všech studánkách běhá sem tam a po všech hájích -"

Začněte, milé Múzy, nuž začněte pastýřskou píseň -

"všude tě hledá. Tys nejapný milovník: nevíš si rady.

Cožpak si nějakým pasákem koz, ne pastýřem skotu?

Vidí-li takový pasák, jak s kozami laškuje kozel,

hned se mu zachmuří zrak, že sám se nezrodil kozlem."

Začněte, milé Múzy, nuž začněte pastýřskou píseň!

"Podobně ty, když vidíš, jak dívky se vesele smějí

hned se ti zachmuří zrak, že s nimi netančíš v kole."

Pastýř skotu však neodpověděl: přehořkou lásku

nosil v svém srdci dál a dál, až ji donesl k hrobu.
Idyly, I, 78—95

## Česká vydání
Theokritovo dílo vyšlo česky ve třech antologiích:
- Idyly, Praha: Společnost přátel antické kultury, 1927, vybral a přeložil Rudolf Kuthan, svazek obsahuje idyly Theokritovy, Moscha ze Syrakús a Bióna ze Smyrny.
- Řečtí idylikové: Theokritos, Moschos, Bion, Praha: Toužimský a Moravec 1946, vybral a přeložil Rudolf Kuthan.
- Písně pastvin a lesů, Praha: Svoboda 1977, kompletní vydání antické bukolické poezie.